# Тервакоскі
Тервакоскі (фін. Tervakoski) — село в Фінляндії, входить до складу волості Янаккала, повіту Канта-Хяме.
У Тервакоскі розташований невеликий парк розваг під назвою Пуухамаа (фін. Puuhamaa).